# Hans Hahn

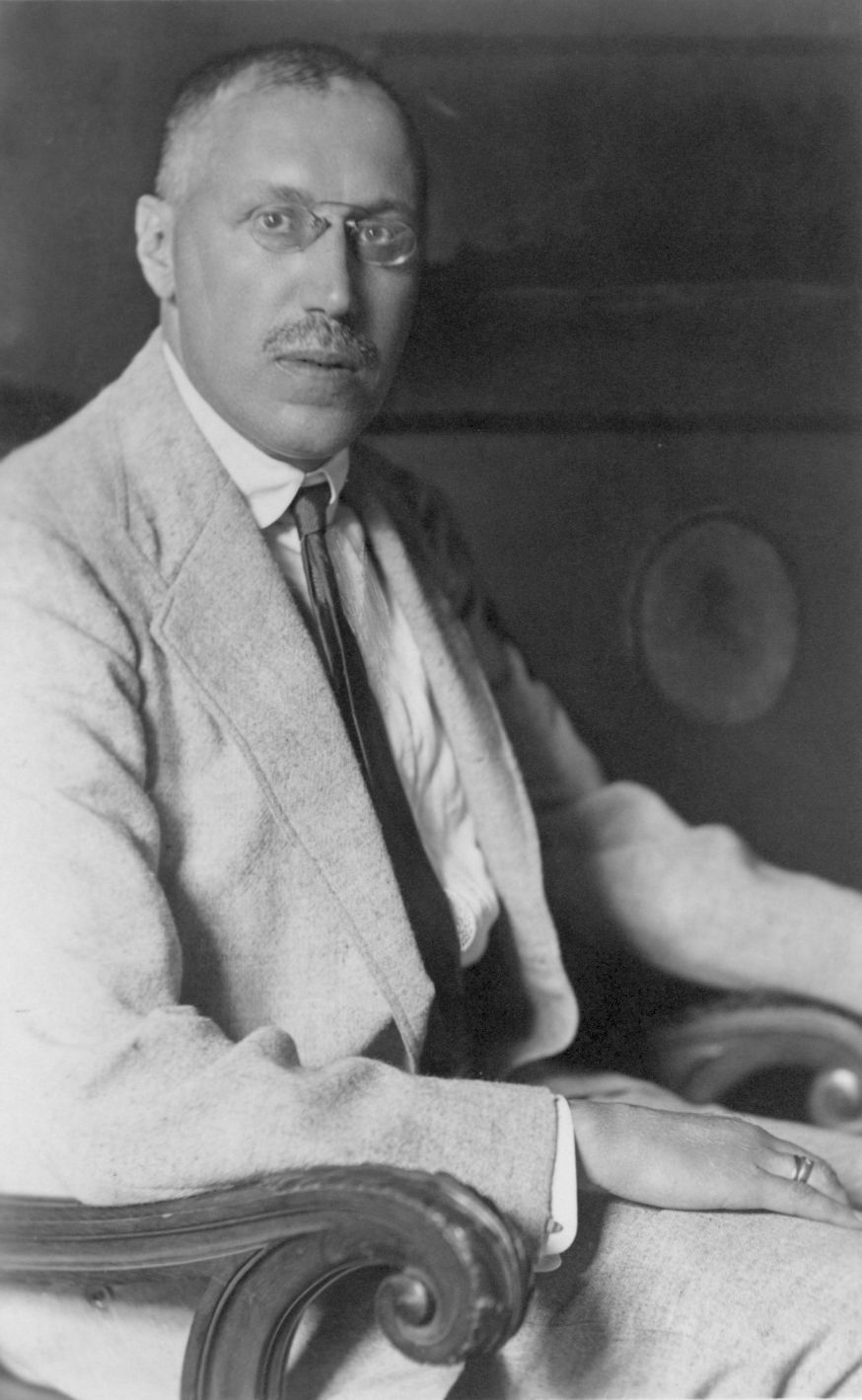
Hans Hahn

Hans Hahn (Wenen, 27 september 1879 - aldaar, 24 juli 1934) was een Oostenrijkse wiskundige en filosoof die actief was in de functionaalanalyse, topologie, verzamelingenleer, de variatierekening, de reële analyse en ordetheorie.

## Biografie
Hij studeerde aan de Technische Hochschule in Wenen. Daarna studeerde hij in Straatsburg, München en Göttingen. In 1905 werd hij opgenomen in de onderwijsstaf van de Universiteit van Wenen, waarna hij in 1921 werd aangesteld tot professor in de wiskunde.
Hij was geïnteresseerd in de filosofie en maakte voor de Eerste Wereldoorlog deel uit van een discussiegroep, waar hij Machs positivisme besprak met onder andere Otto Neurath en Philipp Frank. In 1922 introduceerde hij Moritz Schlick in deze groep, wat enige tijd later tot de oprichting van de Wiener Kreis leidde. De Wiener Kreis was in de jaren twintig de kern van het logisch positivisme. Zijn beroemdste student was Kurt Gödel, die in 1929 bij hem promoveerde.
Hahns belangrijkste bijdragen aan de wiskunde zijn het beroemde stelling van Hahn-Banach en (onafhankelijk van Banach en Hugo Steinhaus) het principe van uniforme begrensdheid. Andere bijdrages van Hahn zijn:
- De Hahn-decompositiestelling;
- De Hahn-inbeddingstelling;
- De Stelling van Hahn-Kolmogorov;
- De stelling van Hahn-Mazurkiewicz;
- De stelling van Vitali-Hahn-Saks.

## Werken
- (de)  Logik, Mathematik und Naturerkennen. In: Hubert Schleichert (Hrsg.): Logisch empirisme – Der Wiener Kreis, München (1975).
- (de)  Überflüssige Wesenheiten (Occams Rasiermesser). ebd.
- (de)  Wissenschaftliche Weltauffassung - Der Wiener Kreis. (samen met Rudolf Carnap en Otto Neurath)  ebd.
- (de)  Empirismus, Logik, Mathematik. Mit een inleiding van Karl Menger. Heruitgegeven van Brian McGuiness. Frankfurt (1988).
- (de)  Über lineare Gleichungssysteme in linearen Räumen. In: Journal für die reine und angewandte Mathematik 157 (1927),  p. 214-229. (Oervorm van de stelling van Hahn-Banach)